# CQ Amateur Radio
CQ Amateur Radio, bekannt auch als das CQ magazine, kurz einfach nur CQ, ist eine monatlich erscheinende englischsprachige Zeitschrift zum Thema Amateurfunk, die sowohl in gedruckter als auch in digitaler Form erhältlich ist.

## Geschichte
Die Zeitschrift erschien das erste Mal im Jahr 1945. Sie widmet sich allen Themen des Amateurfunks, vor allem denen, die von praktischem Interesse für Funkamateure sind. Mit der Ausgabe vom Oktober 2023 hat die Publikation ihr Erscheinen eingestellt.
Einen besonderen Schwerpunkt bilden Amateurfunkwettbewerbe (englisch Contests), wie beispielsweise der im Jahr 1949 ins Leben gerufene CQ World Wide DX Contest (deutsch „CQ weltweiter Fernverbindungswettbewerb“),  sowie die Erringung von Amateurfunkdiplomen, wie des CQ WAZ-Diploms (Worked All Zones; deutsch „arbeitete alle Zonen“), das dabei erworben werden kann. Voraussetzung ist hier, bestätigte zweiseitige Funkverbindungen (QSOs) mit Amateurfunkstationen in allen CQ-Zonen nachzuweisen.
Mitte 1990 übernahm die CQ Amateur Radio die Ham Radio, eine andere amerikanische Amateurfunkzeitschrift, die es seit 1968 gab und die in ihr aufging.
Im Januar 2001 wurde von ihr die CQ Amateur Radio Hall of Fame begründet, eine „Ruhmeshalle“ beziehungsweise Ehrenrolle, in die Persönlichkeiten aufgenommen werden, die sich in besonderer Weise um den Amateurfunk verdient gemacht haben.
Nicht verwechselt werden darf CQ Amateur Radio mit der japanischen Amateurfunkzeitschrift CQ ham radio, die in Japan ebenfalls als das „CQ-Magazin“ bekannt ist. Um Verwechslungen mit der amerikanischen CQ vorzubeugen, erhält sie dort den Vorsatz US im Titel und wird in Japan üblicherweise als das US-CQ magazine bezeichnet.